# East Holme
East Holme est une paroisse civile et un village du Dorset, en Angleterre.